# Kärrfrötangara
Kärrfrötangara (Sporophila palustris) är en sydamerikansk starkt utrotningshotad fågel i tättingfamiljen tangaror.

## Utseende och läten
Kärrfrötangaran är en liten (10 cm) och distinkt finkliknande fågel. Hanen är vit på strupe, kinder och övre delen av bröstet. Detta kontrasterar starkt med rostrött eller kastanjebrunt på nedre delen av undersidan och övergumpen. Den är vidare grå på hjässa och mantel, med något mörkare vingar och stjärt med ljusa fjäderkanter och en vit handbasfläck. Honan är däremot identisk med flera andra Sporophila-honor. Lätet består av serier med ljusa visslingar och melankoliska "chíuu".

## Utbredning och systematik
Fågeln förekommer lokalt i Paraguay, södra Brasilien, Uruguay och nordöstra Argentina. Den behandlas som monotypisk, det vill säga att den inte delas in i några underarter.

### Familjetillhörighet
Liksom andra finkliknande tangaror placerades denna art tidigare i familjen Emberizidae. Genetiska studier visar dock att den är en del av tangarorna.

## Status
Kärrfrötangaran är en mycket fåtalig fågel med en världspopulation som uppskattas till endast 600–1700 vuxna individer. Hårt fångsstryck och habitatförstörelse påverkas också beståndet negativt. Fågeln är därför upptagen på internationella naturvårdsunionen IUCN:s röda lista över hotade arter, kategoriserad som starkt hotad (EN).

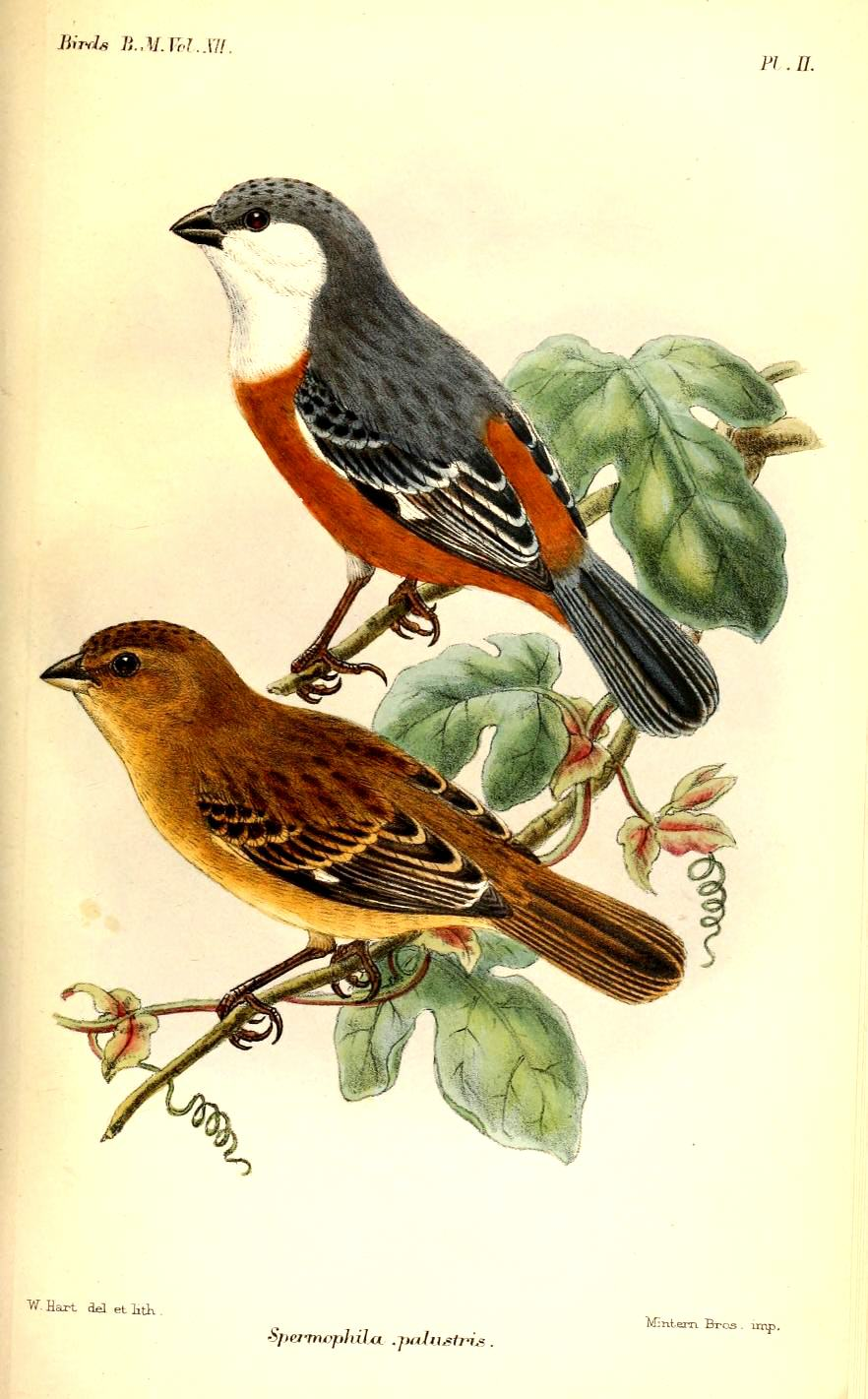
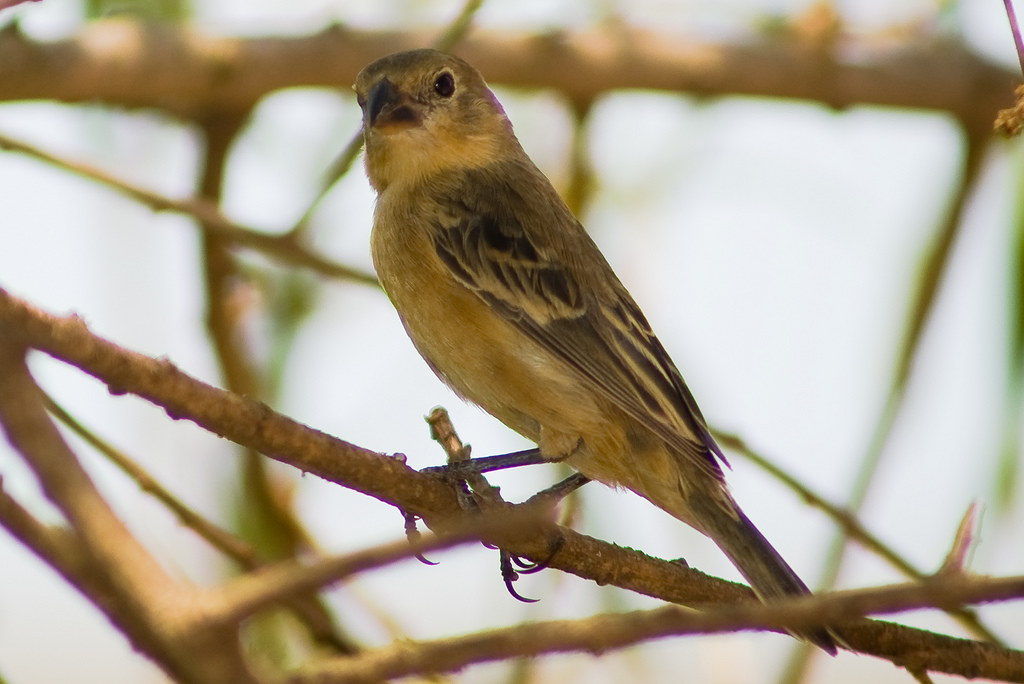
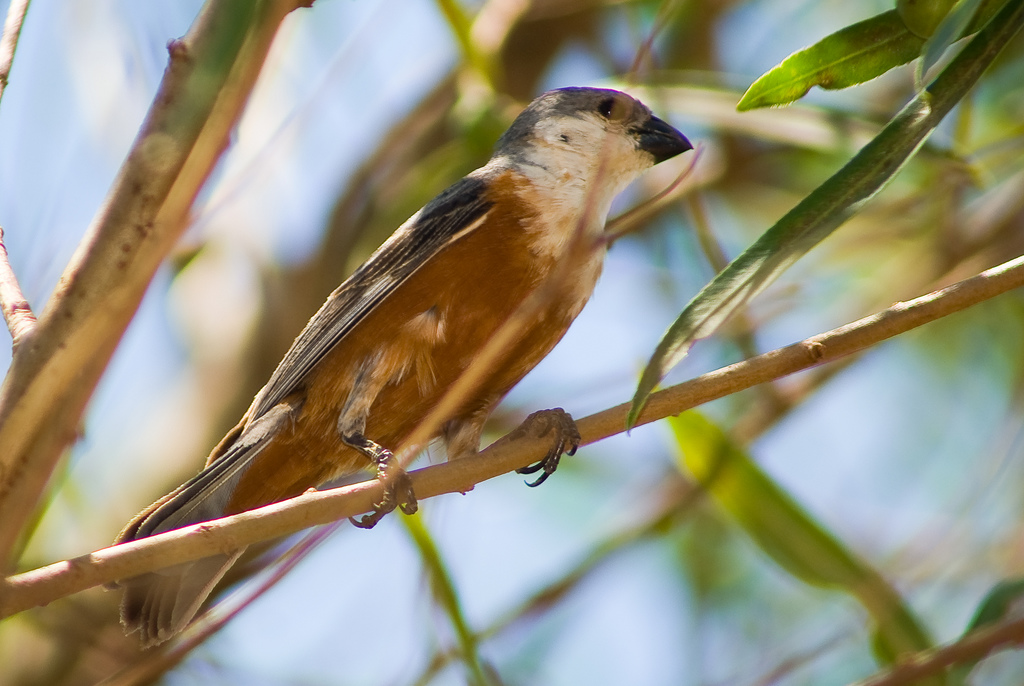